# Antonie Ier din Popești
Antonie Ier din Popești est prince de Valachie de 1669 à 1672.

## Contexte
Noble roumain de famille non princière, Vornic (Justicier ou Garde des Sceaux) à la cour de Valachie, il est, avec l'appui de la famille Cantacuzino, nommé prince de Valachie pour trois ans du 28 mars 1669 à mars 1672. Les intrigues auprès du grand vizir Ahmed Köprülü de Grigore Ier Ghica, ennemi juré des Cantacuzino, ne permettent pas sa reconduction. Grigore Ier Ghica se fait réélire à sa place le 20 mars 1672.